# Terza Divisione 1933-1934
La Terza Divisione 1933-1934 è stata il torneo regionale inferiore di quell’edizione del campionato italiano di calcio, il più basso in assoluto.

## Regolamento
La gestione di questo campionato era affidata ai Direttori Regionali, che li organizzavano autonomamente, con la possibilità di ripartire le squadre su più gironi tenendo in alta considerazione le distanze chilometriche, le strade di principale comunicazione e i mezzi di trasporto dell'epoca.
Ai fini della mancata partecipazione a gare ufficiali (rinuncia rilevata sul campo dall'arbitro) le società partecipanti al campionato in caso di mancata o ritardata partecipazione erano giustificate solo se avessero portato una giustificazione scritta fatta dal capostazione ferroviario o dal conduttore tramviario e solo in questi casi la gara sarebbe stata rinviata "per causa di forza maggiore" perché in caso di incidenti automobilistici avrebbero perso la partita a tavolino (e ricevuto una penalizzazione).
I Direttori Regionali organizzavano i gironi di finale, in cui erano attribuiti anche i titoli regionali di campione di Terza Divisione, le finali sia per il titolo che per la promozione di solito coincidevano salvo dividere le società di Terza Divisione da quelle "Riserve" e "Allievi". All'epoca queste squadre erano classificate per ordine d'importanza, non per l'età dei giocatori: le Riserve la II squadra, gli Allievi la III e i Ragazzi la IV.
A questo campionato partecipavano anche le squadre "Riserve" (qui indicate con la lettera B) e "Allievi" (indicati con la lettera C).

## Piemonte

### Girone A

#### Squadre partecipanti
| Squadra                    | Città               | Stadio | Stagione precedente |
| -------------------------- | ------------------- | ------ | ------------------- |
| A.S. Cusiana (B = riserve) | Omegna (NO)         |        |                     |
| U.S. Gravellonese          | Gravellona (NO)     |        |                     |
| A.C. Intra (B = riserve)   | Intra (NO)          |        |                     |
| O.N.D. Juventus Domo       | Domodossola (NO)    |        |                     |
| S.S. Lesa                  | Belgirate (NO)      |        |                     |
| U.S. Ornavasso             | Ornavasso (NO)      |        |                     |
| G.S. Stabilimento Rumianca | Pieve Vergonte (NO) |        |                     |
| Dop. Comunale di Stresa    | Stresa (NO)         |        |                     |
| U.S. Verbania              | Pallanza (NO)       |        |                     |
| U.S. Voluntas              | Villadossola (NO)   |        |                     |

#### Classifica finale
|  | Pos. | Squadra           | Pt | G  | V  | N | P  | GF | GS | DR  |
|  | ---- | ----------------- | -- | -- | -- | - | -- | -- | -- | --- |
|  | 1.   | Juventus Domo     | 25 | 18 | 11 | 3 | 4  | 40 | 18 | +22 |
|  | 1.   | Voluntas          | 25 | 18 | 12 | 1 | 5  | 40 | 23 | +17 |
|  | 1.   | Verbania          | 25 | 18 | 12 | 1 | 5  | 32 | 20 | +12 |
|  | 4.   | Cusiana B         | 22 | 18 | 10 | 2 | 6  | 38 | 26 | +12 |
|  | 5.   | Stresa            | 20 | 18 | 9  | 2 | 7  | 36 | 29 | +7  |
|  | 6.   | Gravellonese (-1) | 16 | 18 | 7  | 3 | 8  | 27 | 28 | -1  |
|  | 7.   | Rumianca          | 14 | 18 | 4  | 6 | 8  | 31 | 38 | -7  |
|  | 8.   | Ornavasso         | 11 | 18 | 4  | 3 | 11 | 25 | 46 | -21 |
|  | 8.   | Intra B (-1)      | 11 | 18 | 6  | 0 | 12 | 23 | 33 | -10 |
|  | 10.  | Lesa              | 9  | 18 | 4  | 1 | 13 | 15 | 46 | -31 |

Legenda:
      Ammesso alle finali.
Regolamento:
Due punti a vittoria, uno a pareggio, zero a sconfitta.
Pari merito in caso di pari punti se non in zona promozione/finali.
Note:
Intra B e Gravellonese hanno scontato 1 punto di penalizzazione in classifica per una rinuncia.

### Qualificazione alle finali
|               | Risultato |               | Luogo e data           |
| ------------- | --------- | ------------- | ---------------------- |
| Juventus Domo | 2 - 0     | Verbania      | Stresa, 22 aprile 1934 |
| Verbania      | 0 - 1     | Voluntas      | Omegna, 29 aprile 1934 |
| Voluntas      | 0 - 1     | Juventus Domo | Intra, 6 maggio 1934   |
|               |           |               |                        |

### Girone B

#### Squadre partecipanti
| Squadra                   | Città                   | Stadio | Stagione precedente |
| ------------------------- | ----------------------- | ------ | ------------------- |
| S.S. Borgomanero          | Borgomanero (NO)        |        |                     |
| U.S. Camerese             | Cameri (NO)             |        |                     |
| U.S. Castellettese        | Castelletto Ticino (NO) |        |                     |
| Dop. Comunale Galliate    | Galliate (NO)           |        |                     |
| G.S.F. Leonardi           | Gattico (NO)            |        |                     |
| Novara F.C. (B = riserve) | Novara                  |        |                     |
| Oleggio Sportiva          | Oleggio (NO)            |        |                     |
| Suno Sport Club           | Suno (NO)               |        |                     |
| U.S. Varalpombiese        | Varallo Pombia (NO)     |        |                     |

#### Classifica finale
|  | Pos. | Squadra     | Pt | G  | V | N | P | GF | GS | DR |
|  | ---- | ----------- | -- | -- | - | - | - | -- | -- | -- |
|  | 1.   | Borgomanero | ?? | 16 |   |   |   |    |    |    |
|  | 2.   | ??          | ?? | 16 |   |   |   |    |    |    |
|  | 3.   | ??          | ?? | 16 |   |   |   |    |    |    |
|  | 4.   | ??          | ?? | 16 |   |   |   |    |    |    |
|  | 5.   | ??          | ?? | 16 |   |   |   |    |    |    |
|  | 6.   | ??          | ?? | 16 |   |   |   |    |    |    |
|  | 7.   | ??          | ?? | 16 |   |   |   |    |    |    |
|  | 8.   | ??          | ?? | 16 |   |   |   |    |    |    |
|  | 9.   | ??          | ?? | 16 |   |   |   |    |    |    |

Legenda:
      Ammesso alle finali.
Regolamento:
Due punti a vittoria, uno a pareggio, zero a sconfitta.
Pari merito in caso di pari punti se non in zona promozione/finali.

### Girone C

#### Squadre partecipanti
| Squadra                     | Città                 | Stadio | Stagione precedente |
| --------------------------- | --------------------- | ------ | ------------------- |
| U.S. Biellese (B = riserve) | Biella (VC)           |        |                     |
| A.C. Borgosesia             | Borgosesia (VC)       |        |                     |
| D.A. Cartiera Italiana      | Serravalle Sesia (VC) |        |                     |
| U.S. Coggiola               | Coggiola (VC)         |        |                     |
| Cossato A.C.                | Cossato (VC)          |        |                     |
| G.C. Gattinaresi            | Gattinara (VC)        |        |                     |
| Dop. Nodari                 | Romagnano Sesia (NO)  |        |                     |
| U.S. Pray                   | Pray (VC)             |        |                     |
| U.S. Vallecervo             | Andorno Micca (VC)    |        |                     |

#### Classifica finale
|  | Pos. | Squadra     | Pt | G  | V  | N | P  | GF | GS | DR  |
|  | ---- | ----------- | -- | -- | -- | - | -- | -- | -- | --- |
|  | 1.   | Pray        | 25 | 16 | 11 | 3 | 2  | 51 | 15 | +36 |
|  | 2.   | Cossato     | 23 | 16 | 10 | 3 | 3  | 27 | 15 | +12 |
|  | 3.   | Serravalle  | 20 | 16 | 8  | 4 | 4  | 44 | 25 | +19 |
|  | 3.   | Biellese B  | 20 | 16 | 8  | 4 | 4  | 29 | 23 | +6  |
|  | 5.   | Coggiola    | 16 | 16 | 6  | 4 | 6  | 27 | 26 | +1  |
|  | 6.   | Borgosesia  | 11 | 16 | 5  | 1 | 10 | 20 | 31 | -11 |
|  | 6.   | Nodari      | 11 | 16 | 5  | 1 | 10 | 27 | 43 | -16 |
|  | 8.   | Vallecervo  | 10 | 16 | 3  | 4 | 9  | 15 | 44 | -29 |
|  | 9.   | Gattinaresi | 8  | 16 | 2  | 4 | 10 | 23 | 41 | -18 |

Legenda:
      Ammesso alle finali.
Regolamento:
Due punti a vittoria, uno a pareggio, zero a sconfitta.
Pari merito in caso di pari punti se non in zona promozione/finali.

### Girone D

#### Squadre partecipanti
| Squadra                         | Città                  | Stadio | Stagione precedente |
| ------------------------------- | ---------------------- | ------ | ------------------- |
| Alessandria U.S. (C = allievi)  | Alessandria            |        |                     |
| A.C. Asti (B = riserve)         | Asti                   |        |                     |
| U.S. Balzola                    | Balzola (AL)           |        |                     |
| Casale F.C. (C = allievi)       | Casale Monferrato (AL) |        |                     |
| U.S. Pro Vercelli (C = allievi) | Vercelli               |        |                     |
| A.S. Solerina                   | Solero (AL)            |        |                     |
| F.G.C. di Trino Vercellese      | Trino (VC)             |        |                     |
| S.S. Valenzana                  | Valenza (AL)           |        |                     |

#### Classifica finale
|  | Pos. | Squadra | Pt | G  | V | N | P | GF | GS | DR |
|  | ---- | ------- | -- | -- | - | - | - | -- | -- | -- |
|  | 1.   | Balzola | ?? | 14 |   |   |   |    |    |    |
|  | 2.   | ??      | ?? | 14 |   |   |   |    |    |    |
|  | 3.   | ??      | ?? | 14 |   |   |   |    |    |    |
|  | 4.   | ??      | ?? | 14 |   |   |   |    |    |    |
|  | 5.   | ??      | ?? | 14 |   |   |   |    |    |    |
|  | 6.   | ??      | ?? | 14 |   |   |   |    |    |    |
|  | 7.   | ??      | ?? | 14 |   |   |   |    |    |    |
|  | 8.   | ??      | ?? | 14 |   |   |   |    |    |    |

Legenda:
      Ammesso alle finali.
Regolamento:
Due punti a vittoria, uno a pareggio, zero a sconfitta.
Pari merito in caso di pari punti se non in zona promozione/finali.

### Girone E

#### Squadre partecipanti
| Squadra                       | Città              | Stadio | Stagione precedente |
| ----------------------------- | ------------------ | ------ | ------------------- |
| O.N.D. Castellamonte          | Castellamonte (TO) |        |                     |
| G.S. F.I.A.T.                 | Torino             |        |                     |
| A.C. Ivrea                    | Ivrea (TO)         |        |                     |
| F.C. Juventus (C = allievi)   | Torino             |        |                     |
| G.S. Lancia                   | Torino             |        |                     |
| Pinerolo F.C. (B = riserve)   | Pinerolo (TO)      |        |                     |
| Torino F.C. (C = allievi)     | Torino             |        |                     |
| U.S. Valpellice (B = riserve) | Torre Pellice (TO) |        |                     |

#### Classifica finale
|  | Pos. | Squadra       | Pt | G  | V  | N | P | GF | GS | DR  |
|  | ---- | ------------- | -- | -- | -- | - | - | -- | -- | --- |
|  | 1.   | Torino C      | 26 | 14 | 13 | 0 | 1 | 49 | 11 | +38 |
|  | 2.   | Juventus C    | 22 | 14 | 9  | 4 | 1 | 34 | 11 | +23 |
|  | 3.   | Ivrea         | 15 | 14 | 6  | 3 | 5 | 21 | 29 | -8  |
|  | 4.   | Castellamonte | 13 | 14 | 5  | 3 | 6 | 17 | 20 | -3  |
|  | 5.   | Lancia        | 11 | 14 | 4  | 3 | 7 | 23 | 25 | -2  |
|  | 6.   | Pinerolo B    | 9  | 14 | 3  | 3 | 8 | 18 | 24 | -6  |
|  | 6.   | FIAT Torino   | 9  | 14 | 3  | 3 | 8 | 16 | 31 | -15 |
|  | 8.   | Val Pellice   | 7  | 14 | 1  | 5 | 8 | 20 | 46 | -26 |

Legenda:
      Ammesso alle finali.
Regolamento:
Due punti a vittoria, uno a pareggio, zero a sconfitta.
Pari merito in caso di pari punti se non in zona promozione/finali.

### Girone finale
|  | Pos. | Squadra     | Pt       | G | V | N | P | GF | GS | DR  |
|  | ---- | ----------- | -------- | - | - | - | - | -- | -- | --- |
|  | 1.   | Torino C    | 9        | 6 | 4 | 1 | 1 | 23 | 9  | +14 |
|  | 2.   | Borgomanero | 7        | 6 | 3 | 1 | 2 | 10 | 12 | -2  |
|  | 3.   | Balzola     | 4        | 6 | 2 | 0 | 4 | 8  | 11 | -3  |
|  | 3.   | Voluntas    | 4        | 6 | 2 | 0 | 4 | 7  | 16 | -9  |
|  | --   | Pray        | Ritirato |   |   |   |   |    |    |     |

Legenda:
      Campione Piemontese di Terza Divisione.
Regolamento:
Due punti a vittoria, uno a pareggio, zero a sconfitta.
Pari merito in caso di pari punti se non in zona promozione/finali.

## Lombardia
76 squadre iscritte, gironi ridotti a dieci.

### Girone A

#### Squadre partecipanti
| Squadra                        | Città                 | Stadio | Stagione precedente |
| ------------------------------ | --------------------- | ------ | ------------------- |
| U.S. Cardanese                 | Cardano al Campo (VA) |        |                     |
| S.G. Gallaratese (B = riserve) | Gallarate (VA)        |        |                     |
| Gaviratese                     | Gavirate (VA)         |        |                     |
| E.S. Laveno Mombello           | Laveno-Mombello (VA)  |        |                     |
| U.S. Pro Angera                | Angera (VA)           |        |                     |
| S.C. Sestese (B = riserve)     | Sesto Calende (VA)    |        |                     |
| U.S. Tainese                   | Taino (VA)            |        |                     |

#### Classifica finale
|  | Pos. | Squadra | Pt | G  | V | N | P | GF | GS | DR |
|  | ---- | ------- | -- | -- | - | - | - | -- | -- | -- |
|  | 1.   | ??      | ?? | 12 |   |   |   |    |    |    |
|  | 2.   | ??      | ?? | 12 |   |   |   |    |    |    |
|  | 3.   | ??      | ?? | 12 |   |   |   |    |    |    |
|  | 4.   | ??      | ?? | 12 |   |   |   |    |    |    |
|  | 5.   | ??      | ?? | 12 |   |   |   |    |    |    |
|  | 6.   | ??      | ?? | 12 |   |   |   |    |    |    |
|  | 7.   | ??      | ?? | 12 |   |   |   |    |    |    |

Legenda:
      Ammesso alle finali.
Regolamento:
Due punti a vittoria, uno a pareggio, zero a sconfitta.
Pari merito in caso di pari punti se non in zona promozione/finali.

### Girone B

#### Squadre partecipanti
| Squadra                                | Città                      | Stadio | Stagione precedente |
| -------------------------------------- | -------------------------- | ------ | ------------------- |
| U.S. Agratese                          | Agrate Brianza (MI)        |        |                     |
| Dop. Cernusco sul Naviglio Sez. Calcio | Cernusco sul Naviglio (MI) |        |                     |
| S.S. Colognese                         | Cologno Monzese (MI)       |        |                     |
| G.S. Erminio Giana                     | Gorgonzola (MI)            |        |                     |
| U.S. Melzese (B = riserve)             | Melzo (MI)                 |        |                     |
| A.C. Monza (B = riserve)               | Monza (MI)                 |        | girone C            |
| G.S. Carlo Tresoldi                    | Cassano d'Adda (MI)        |        |                     |
| U.S. Vimercatese (B=riserve)           | Vimercate (MI)             |        |                     |

#### Classifica finale
|  | Pos. | Squadra   | Pt | G  | V | N | P | GF | GS | DR |
|  | ---- | --------- | -- | -- | - | - | - | -- | -- | -- |
|  | 1.   | Colognese | ?? | 14 |   |   |   |    |    |    |
|  | 2.   | ??        | ?? | 14 |   |   |   |    |    |    |
|  | 3.   | ??        | ?? | 14 |   |   |   |    |    |    |
|  | 4.   | ??        | ?? | 14 |   |   |   |    |    |    |
|  | 5.   | ??        | ?? | 14 |   |   |   |    |    |    |
|  | 6.   | ??        | ?? | 14 |   |   |   |    |    |    |
|  | 7.   | ??        | ?? | 14 |   |   |   |    |    |    |
|  | 8.   | ??        | ?? | 14 |   |   |   |    |    |    |

Legenda:
      Ammesso alle finali.
Regolamento:
Due punti a vittoria, uno a pareggio, zero a sconfitta.
Pari merito in caso di pari punti se non in zona promozione/finali.
Verdetti:
- La Colognese di Cologno Monzese è ammesso alle finali per la promozione.

### Girone C

#### Squadre partecipanti
| Squadra                                       | Città                 | Stadio | Stagione precedente |
| --------------------------------------------- | --------------------- | ------ | ------------------- |
| Belfortese                                    | Varese-Belforte       |        |                     |
| U.S. Bollatese (B = riserve)                  | Bollate (MI)          |        |                     |
| U.S. Caronnese                                | Caronno Milanese (VA) |        |                     |
| Sempre Liberi                                 | Cassano Magnago (VA)  |        |                     |
| Dopolavoro Ferrovie Nord Edison (B = riserve) | Novate Milanese (MI)  |        |                     |
| G.S. Persevera                                | Tradate (VA)          |        |                     |
| U.S. Rhodense (B = riserve)                   | Rho (MI)              |        |                     |
| Saronno F.C. (B = riserve)                    | Saronno (VA)          |        |                     |
| Varese Sportiva (B = riserve)                 | Varese                |        |                     |

#### Classifica finale
|  | Pos. | Squadra | Pt | G  | V | N | P | GF | GS | DR |
|  | ---- | ------- | -- | -- | - | - | - | -- | -- | -- |
|  | 1.   | ??      | ?? | 16 |   |   |   |    |    |    |
|  | 2.   | ??      | ?? | 16 |   |   |   |    |    |    |
|  | 3.   | ??      | ?? | 16 |   |   |   |    |    |    |
|  | 4.   | ??      | ?? | 16 |   |   |   |    |    |    |
|  | 5.   | ??      | ?? | 16 |   |   |   |    |    |    |
|  | 6.   | ??      | ?? | 16 |   |   |   |    |    |    |
|  | 7.   | ??      | ?? | 16 |   |   |   |    |    |    |
|  | 8.   | ??      | ?? | 16 |   |   |   |    |    |    |
|  | 9.   | ??      | ?? | 16 |   |   |   |    |    |    |

Legenda:
      Ammesso alle finali.
Regolamento:
Due punti a vittoria, uno a pareggio, zero a sconfitta.
Pari merito in caso di pari punti se non in zona promozione/finali.

### Girone D

#### Squadre partecipanti
| Squadra                                         | Città                | Stadio | Stagione precedente |
| ----------------------------------------------- | -------------------- | ------ | ------------------- |
| U.S. Alzano                                     | Alzano Lombardo (BG) |        |                     |
| U.S. Ardens (B = riserve)                       | Bergamo              |        |                     |
| Atalanta e Bergamasca Sez. Calcio (C = allievi) | Bergamo              |        |                     |
| C.S. Falco                                      | Albino (BG)          |        |                     |
| U.S. Camozzi                                    | Ranica (BG)          |        |                     |
| Dop. Rovatese                                   | Rovato (BS)          |        |                     |
| C.S. Trevigliese (B = riserve)                  | Treviglio (BG)       |        |                     |

#### Classifica finale
|  | Pos. | Squadra       | Pt       | G  | V | N | P | GF | GS | DR |
|  | ---- | ------------- | -------- | -- | - | - | - | -- | -- | -- |
|  | 1.   | Falco         | 14       | 10 |   |   |   |    |    |    |
|  | 1.   | Atalanta C    | 14       | 10 |   |   |   |    |    |    |
|  | 3.   | Alzano        | 12       | 10 |   |   |   |    |    |    |
|  | 4.   | Trevigliese B | 9        | 10 |   |   |   |    |    |    |
|  | 5.   | Camozzi       | 7        | 10 |   |   |   |    |    |    |
|  | 6.   | Ardens B      | 4        | 10 |   |   |   |    |    |    |
|  | --   | Rovatese      | Ritirato |    |   |   |   |    |    |    |

Legenda:
      Ammesso alle finali.
Regolamento:
Due punti a vittoria, uno a pareggio, zero a sconfitta.
Pari merito in caso di pari punti se non in zona promozione/finali.
Verdetti:
- La Falco di Albino è ammessa alle finali per la promozione, ma rinuncia.

### Girone E

#### Squadre partecipanti
| Squadra                          | Città                | Stadio | Stagione precedente |
| -------------------------------- | -------------------- | ------ | ------------------- |
| A.S. Comense (B = riserve)       | Como                 |        |                     |
| F.G.C. Lecco                     | Lecco (CO)           |        |                     |
| Dop. La Polisportiva (B=riserve) | Mariano Comense (CO) |        |                     |
| A.C. Lecco (B = riserve)         | Lecco (CO)           |        |                     |
| S.S. Luciano Manara              | Barzanò (CO)         |        |                     |
| Merate                           | Merate (CO)          |        |                     |
| Dop. Snia Viscosa                | Cesano Maderno (MI)  |        |                     |
| U.S. Tiranese                    | Tirano (SO)          |        |                     |
| Vallassinese                     | Asso (CO)            |        |                     |

#### Classifica finale
|  | Pos. | Squadra | Pt | G  | V | N | P | GF | GS | DR |
|  | ---- | ------- | -- | -- | - | - | - | -- | -- | -- |
|  | 1.   | ??      | ?? | 16 |   |   |   |    |    |    |
|  | 2.   | ??      | ?? | 16 |   |   |   |    |    |    |
|  | 3.   | ??      | ?? | 16 |   |   |   |    |    |    |
|  | 4.   | ??      | ?? | 16 |   |   |   |    |    |    |
|  | 5.   | ??      | ?? | 16 |   |   |   |    |    |    |
|  | 6.   | ??      | ?? | 16 |   |   |   |    |    |    |
|  | 7.   | ??      | ?? | 16 |   |   |   |    |    |    |
|  | 8.   | ??      | ?? | 16 |   |   |   |    |    |    |
|  | 9.   | ??      | ?? | 16 |   |   |   |    |    |    |

Legenda:
      Ammesso alle finali.
Regolamento:
Due punti a vittoria, uno a pareggio, zero a sconfitta.
Pari merito in caso di pari punti se non in zona promozione/finali.

### Girone F

#### Squadre partecipanti
| Squadra                         | Città              | Stadio | Stagione precedente |
| ------------------------------- | ------------------ | ------ | ------------------- |
| Abbiatensi                      | Abbiategrasso (MI) |        |                     |
| G.S.F. Binasco                  | Binasco (MI)       |        |                     |
| U.S. Cassolese                  | Cassolnovo (PV)    |        |                     |
| G.S. Dop. Magenta (B = riserve) | Magenta (MI)       |        |                     |
| Marzotto                        | Vigevano (PV)      |        |                     |
| G.S. Pirelli (B = riserve)      | Milano             |        |                     |
| G.C. Vigevanesi (C = allievi)   | Vigevano (PV)      |        |                     |

#### Classifica finale
|  | Pos. | Squadra | Pt | G  | V | N | P | GF | GS | DR |
|  | ---- | ------- | -- | -- | - | - | - | -- | -- | -- |
|  | 1.   | ??      | ?? | 12 |   |   |   |    |    |    |
|  | 2.   | ??      | ?? | 12 |   |   |   |    |    |    |
|  | 3.   | ??      | ?? | 12 |   |   |   |    |    |    |
|  | 4.   | ??      | ?? | 12 |   |   |   |    |    |    |
|  | 5.   | ??      | ?? | 12 |   |   |   |    |    |    |
|  | 6.   | ??      | ?? | 12 |   |   |   |    |    |    |
|  | 7.   | ??      | ?? | 12 |   |   |   |    |    |    |

Legenda:
      Ammesso alle finali.
Regolamento:
Due punti a vittoria, uno a pareggio, zero a sconfitta.
Pari merito in caso di pari punti se non in zona promozione/finali.

### Girone G

#### Squadre partecipanti
| Squadra                        | Città               | Stadio | Stagione precedente |
| ------------------------------ | ------------------- | ------ | ------------------- |
| U.S. Caratese (B = riserve)    | Carate Brianza (MI) |        |                     |
| S.C. Desio                     | Desio (MI)          |        |                     |
| S.S. La Folgore                | Cesano Maderno (MI) |        |                     |
| Nerviano                       | Nerviano (MI)       |        |                     |
| S.G. Pro Lissone (B = riserve) | Lissone (MI)        |        | girone M            |
| Sabaudia                       | Cesano Maderno (MI) |        |                     |
| Seregno F.C. (C = allievi)     | Seregno (MI)        |        |                     |

#### Classifica finale
|  | Pos. | Squadra | Pt | G  | V | N | P | GF | GS | DR |
|  | ---- | ------- | -- | -- | - | - | - | -- | -- | -- |
|  | 1.   | ??      | ?? | 12 |   |   |   |    |    |    |
|  | 2.   | ??      | ?? | 12 |   |   |   |    |    |    |
|  | 3.   | Desio   | ?? | 12 |   |   |   |    |    |    |
|  | 4.   | ??      | ?? | 12 |   |   |   |    |    |    |
|  | 5.   | ??      | ?? | 12 |   |   |   |    |    |    |
|  | 6.   | ??      | ?? | 12 |   |   |   |    |    |    |
|  | 7.   | ??      | ?? | 12 |   |   |   |    |    |    |

Legenda:
      Ammesso alle finali.
Regolamento:
Due punti a vittoria, uno a pareggio, zero a sconfitta.
Pari merito in caso di pari punti se non in zona promozione/finali.

### Girone H

#### Squadre partecipanti
| Squadra                       | Città                      | Stadio | Stagione precedente |
| ----------------------------- | -------------------------- | ------ | ------------------- |
| S.S. Casalbuttano             | Casalbuttano (CR)          |        |                     |
| Crema F.C. (B = riserve)      | Crema (CR)                 |        |                     |
| A.S. Fanfulla (B = riserve)   | Lodi (MI)                  |        |                     |
| La Serenissima F.C.           | Lodi (MI)                  |        |                     |
| S.S. Olubra                   | Castel San Giovanni (PC)   |        |                     |
| Sant'Angelo Sportiva          | Sant'Angelo Lodigiano (MI) |        |                     |
| U.S. Soresinese (B = riserve) | Soresina (CR)              |        |                     |

#### Classifica finale
|  | Pos. | Squadra        | Pt | G  | V | N | P | GF | GS | DR |
|  | ---- | -------------- | -- | -- | - | - | - | -- | -- | -- |
|  | 1.   | Crema B        | 15 | 12 |   |   |   |    |    |    |
|  | 2.   | La Serenissima | 14 | 12 |   |   |   |    |    |    |
|  | 2.   | Soresinese B   | 14 | 12 |   |   |   |    |    |    |
|  | 4.   | Casalbuttano   | 12 | 12 |   |   |   |    |    |    |
|  | 5.   | Fanfulla B     | 11 | 12 |   |   |   |    |    |    |
|  | 6.   | Sant'Angelo    | 9  | 12 |   |   |   |    |    |    |
|  | 7.   | Olubra (-1)    | 8  | 12 |   |   |   |    |    |    |

Legenda:
      Ammesso alle finali.
Regolamento:
Due punti a vittoria, uno a pareggio, zero a sconfitta.
Pari merito in caso di pari punti se non in zona promozione/finali.
Note:
L'Olubra ha scontato 1 punto di penalizzazione in classifica per una rinuncia.
Verdetti
- Il La Serenissima di Lodi è ammesso alle finali per la promozione.

### Girone I

#### Squadre partecipanti
| Squadra                                                 | Città                   | Stadio | Stagione precedente |
| ------------------------------------------------------- | ----------------------- | ------ | ------------------- |
| G.S. Breda                                              | Sesto San Giovanni (MI) |        |                     |
| F.G.C. Fabio Filzi                                      | Milano                  |        |                     |
| G.S. Acciaierie e Ferriere Lombarde Falck (B = riserve) | Sesto San Giovanni (MI) |        |                     |
| Minerva F.C. (B = riserve)                              | Milano                  |        |                     |
| Montello F.C. (B = riserve)                             | Milano                  |        |                     |
| F.C. IV Novembre (B = riserve)                          | Milano                  |        |                     |
| Redaelli                                                | Milano-Rogoredo         |        |                     |

#### Classifica finale
|  | Pos. | Squadra          | Pt | G  | V | N | P | GF | GS | DR |
|  | ---- | ---------------- | -- | -- | - | - | - | -- | -- | -- |
|  | 1.   | Acciaierie Falck | ?? | 12 |   |   |   |    |    |    |
|  | 2.   | ??               | ?? | 12 |   |   |   |    |    |    |
|  | 3.   | ??               | ?? | 12 |   |   |   |    |    |    |
|  | 4.   | ??               | ?? | 12 |   |   |   |    |    |    |
|  | 5.   | ??               | ?? | 12 |   |   |   |    |    |    |
|  | 6.   | ??               | ?? | 12 |   |   |   |    |    |    |
|  | 7.   | ??               | ?? | 12 |   |   |   |    |    |    |

Legenda:
      Ammesso alle finali.
Regolamento:
Due punti a vittoria, uno a pareggio, zero a sconfitta.
Pari merito in caso di pari punti se non in zona promozione/finali.
Verdetti
- La Falck di Sesto San Giovanni è ammesso alle finali per la promozione.

### Girone L

#### Squadre partecipanti
| Squadra                              | Città                   | Stadio | Stagione precedente |
| ------------------------------------ | ----------------------- | ------ | ------------------- |
| Alleanza F.C. (B = riserve)          | Milano                  |        |                     |
| G.S. Bonservizi-Tonoli               | Milano-Bovisa           |        |                     |
| U.S. Cusano-Milanino                 | Cusano Milanino (MI)    |        |                     |
| G.S. Fiamma Cremisi                  | Milano                  |        |                     |
| Filocantanti                         | Milano                  |        |                     |
| G.S. Generale Gandolfo (B = riserve) | Milano                  |        |                     |
| Sport Iris 1914 (B = riserve)        | Milano                  |        |                     |
| G.S. Marelli (B = riserve)           | Sesto San Giovanni (MI) |        |                     |

#### Classifica finale
|  | Pos. | Squadra         | Pt | G  | V | N | P | GF | GS | DR |
|  | ---- | --------------- | -- | -- | - | - | - | -- | -- | -- |
|  | 1.   | Cusano-Milanino | ?? | 14 |   |   |   |    |    |    |
|  | 2.   | ??              | ?? | 14 |   |   |   |    |    |    |
|  | 3.   | ??              | ?? | 14 |   |   |   |    |    |    |
|  | 4.   | ??              | ?? | 14 |   |   |   |    |    |    |
|  | 5.   | ??              | ?? | 14 |   |   |   |    |    |    |
|  | 6.   | ??              | ?? | 14 |   |   |   |    |    |    |
|  | 7.   | ??              | ?? | 14 |   |   |   |    |    |    |
|  | 8.   | ??              | ?? | 14 |   |   |   |    |    |    |

Legenda:
      Ammesso alle finali.
Regolamento:
Due punti a vittoria, uno a pareggio, zero a sconfitta.
Pari merito in caso di pari punti se non in zona promozione/finali.
Verdetti
- Il Cusano-Milanino è ammesso alle finali per la promozione.

### Semifinali
- Cusano Milanino-Colognese (passa il Cusano-Milanino per rinuncia della Colognese)
- Falck-?

### Finale
- a San Siro, Cusano Milanino-Falck 1-0

Verdetti
- Il Cusano-Milanino è Campione Lombardo di Terza Divisione e promosso in Seconda Divisione.

## Veneto

### Girone A

#### Squadre partecipanti
| Squadra                                  | Città               | Stadio | Stagione precedente |
| ---------------------------------------- | ------------------- | ------ | ------------------- |
| G.S. Badiese                             | Badia Polesine (RO) |        |                     |
| A.C. Cologna Veneta                      | Cologna Veneta (VR) |        |                     |
| G.S. Dopolavoro F.R.A.G.D. (B = riserve) | Castelmassa (RO)    |        |                     |
| Dop. Az. Marzotto (B = riserve)          | Valdagno (VI)       |        |                     |
| Petrarca F.C.                            | Padova              |        |                     |
| G.S. Rovigo (B = riserve)                | Rovigo              |        |                     |
| A.C. Thiene (B = riserve)                | Thiene (VI)         |        |                     |
| A.C. Verona (C = allievi)                | Verona              |        |                     |

#### Classifica finale
|  | Pos. | Squadra             | Pt       | G  | V | N | P | GF | GS | DR  |
|  | ---- | ------------------- | -------- | -- | - | - | - | -- | -- | --- |
|  | 1.   | Verona C            | 16       | 12 | 8 | 1 | 3 | 46 | 14 | +32 |
|  | 1.   | Cologna Veneta      | 16       | 12 | 7 | 2 | 3 | 23 | 26 | -3  |
|  | 3.   | Marzotto Valdagno B | 15       | 11 | 7 | 1 | 3 | 28 | 14 | +14 |
|  | 4.   | Petrarca            | 13       | 12 | 5 | 3 | 4 | 24 | 22 | +2  |
|  | 5.   | Badiese             | 9        | 11 | 3 | 3 | 5 | 14 | 26 | -12 |
|  | 6.   | FRAGD B             | 7        | 12 | 2 | 3 | 7 | 15 | 31 | -16 |
|  | 7.   | Rovigo B            | 4        | 12 | 1 | 3 | 8 | 13 | 30 | -17 |
|  | --   | Thiene B            | Ritirato |    |   |   |   |    |    |     |

Legenda:
      Ammesso alle finali.
Regolamento:
Due punti a vittoria, uno a pareggio, zero a sconfitta.
Pari merito in caso di pari punti se non in zona promozione/finali.

### Girone B

#### Squadre partecipanti
| Squadra                        | Città                  | Stadio | Stagione precedente |
| ------------------------------ | ---------------------- | ------ | ------------------- |
| Dopolavoro Lanificio Rossi     | Piovene Rocchette (VI) |        |                     |
| U.S. Marosticense              | Marostica (VI)         |        |                     |
| S.S. "Piero Foscari"           | Mira Taglio (VE)       |        |                     |
| Motta di Livenza               | Motta di Livenza (TV)  |        |                     |
| U.S. Piave                     | Belluno                |        |                     |
| S.S. Serenissima (C = allievi) | Venezia                |        |                     |
| Silvana                        | Cessalto (TV)          |        |                     |
| Vittorio Veneto F.C.           | Vittorio Veneto (TV)   |        |                     |

#### Classifica finale
|  | Pos. | Squadra            | Pt | G  | V | N | P  | GF | GS | DR  |
|  | ---- | ------------------ | -- | -- | - | - | -- | -- | -- | --- |
|  | 1.   | Vittorio Veneto    | 21 | 14 | 9 | 3 | 2  | 37 | 15 | +22 |
|  | 2.   | Foscari            | 18 | 14 | 8 | 2 | 4  | 25 | 23 | +2  |
|  | 3.   | Piave              | 16 | 14 | 7 | 2 | 5  | 28 | 20 | +8  |
|  | 4.   | Marosticense       | 15 | 14 | 6 | 3 | 5  | 28 | 18 | +10 |
|  | 5.   | Lanificio Rossi    | 14 | 14 | 6 | 2 | 6  | 23 | 26 | -3  |
|  | 6.   | Serenissima C (-2) | 13 | 14 | 6 | 3 | 5  | 22 | 18 | +4  |
|  | 7.   | Motta di Livenza   | 10 | 14 | 4 | 2 | 8  | 25 | 28 | -3  |
|  | 8.   | Silvana            | 3  | 14 | 0 | 3 | 11 | 8  | 48 | -40 |

Legenda:
      Ammesso alle finali.
Regolamento:
Due punti a vittoria, uno a pareggio, zero a sconfitta.
Pari merito in caso di pari punti se non in zona promozione/finali.
Note:
Serenissima ha scontato 2 punti di penalizzazione in classifica per due rinunce.

## Girone finale

### Classifica finale
|  | Pos. | Squadra         | Pt | G | V | N | P | GF | GS | DR |
|  | ---- | --------------- | -- | - | - | - | - | -- | -- | -- |
|  | 1.   | Vittorio Veneto | 5  | 4 | 2 | 1 | 1 | 7  | 4  | +3 |
|  | 3.   | Piave           | 4  | 4 | 1 | 2 | 1 | 4  | 4  | 0  |
|  | 2.   | Foscari         | 3  | 4 | 1 | 1 | 2 | 4  | 7  | -3 |

Legenda:
      Promosso in Seconda Divisione 1934-1935.
Regolamento:
Due punti a vittoria, uno a pareggio, zero a sconfitta.
Pari merito in caso di pari punti se non in zona promozione/finali.

#### Verdetti
- Verona C, Marzotto B e Cologna Veneta si ritirano.
- Il Vittorio Veneto è campione veneto di Terza Divisione 1933-1934.

## Liguria

### Girone A

#### Squadre partecipanti
| Squadra                          | Città                  | Stadio | Stagione precedente |
| -------------------------------- | ---------------------- | ------ | ------------------- |
| S.C. Alassio (B = riserve)       | Alassio (SV)           |        |                     |
| Albingaunia Sport (B = riserve)  | Albenga (SV)           |        |                     |
| U.S. Dianese                     | Diano Marina (IM)      |        |                     |
| U.S. Imperia (B = riserve)       | Imperia                |        |                     |
| O.N.D. Loanese                   | Loano (SV)             |        |                     |
| U.S. Maurina (B = riserve)       | Imperia-Porto Maurizio |        |                     |
| U.S. Sanremese (B = riserve)     | Sanremo (IM)           |        |                     |
| U.S. Ventimigliese (B = riserve) | Ventimiglia (IM)       |        |                     |

#### Classifica finale
|  | Pos. | Squadra         | Pt | G  | V | N | P | GF | GS | DR |
|  | ---- | --------------- | -- | -- | - | - | - | -- | -- | -- |
|  | 1.   | Loanese         | 22 | 14 |   |   |   |    |    |    |
|  | 2.   | Imperia B       | 20 | 14 |   |   |   |    |    |    |
|  | 3.   | Sanremese B     | 18 | 14 |   |   |   |    |    |    |
|  | 4.   | Albingaunia B   | 14 | 14 |   |   |   |    |    |    |
|  | 5.   | Ventimigliese B | 13 | 14 |   |   |   |    |    |    |
|  | 5.   | Dianese         | 13 | 14 |   |   |   |    |    |    |
|  | 7.   | Alassio B       | 8  | 14 |   |   |   |    |    |    |
|  | 8.   | Maurina B       | 4  | 14 |   |   |   |    |    |    |

Legenda:
      Ammesso alle semifinali.
Regolamento:
Due punti a vittoria, uno a pareggio, zero a sconfitta.
Pari merito in caso di pari punti se non in zona promozione/finali.

### Girone B

#### Squadre partecipanti
| Squadra                   | Città                 | Stadio | Stagione precedente |
| ------------------------- | --------------------- | ------ | ------------------- |
| U.S. Albissolese          | Albissola Marina (SV) |        |                     |
| A.S. Finalese             | Finale Ligure (SV)    |        |                     |
| G.A. Ilva                 | Savona                |        |                     |
| A.C. Savona (B = riserve) | Savona                |        |                     |
| G.S. Scarpa & Magnano     | Savona                |        |                     |
| Vado Avanguardia          | Vado Ligure (SV)      |        |                     |
| Vado Azogeno              | Vado Ligure (SV)      |        |                     |
| U.S. Veloce (B = riserve) | Savona                |        |                     |
| A.S. Varazze              | Varazze (SV)          |        |                     |
| U.S. Virtus               | Savona                |        |                     |

#### Classifica finale
|  | Pos. | Squadra          | Pt       | G  | V | N | P  | GF | GS | DR  |
|  | ---- | ---------------- | -------- | -- | - | - | -- | -- | -- | --- |
|  | 1.   | Virtus           | 20       | 14 | 9 | 2 | 3  | 26 | 9  | +17 |
|  | 1.   | Varazze          | 20       | 14 | 8 | 4 | 2  | 23 | 10 | +13 |
|  | 3.   | Ilva Savona      | 19       | 14 | 9 | 1 | 4  | 40 | 20 | +20 |
|  | 4.   | Savona B         | 15       | 14 | 6 | 3 | 5  | 24 | 20 | +4  |
|  | 5.   | Albissolese      | 12       | 14 | 5 | 2 | 7  | 15 | 30 | -15 |
|  | 6.   | Scarpa & Magnano | 11       | 14 | 4 | 3 | 7  | 16 | 25 | -9  |
|  | 7.   | Finalese         | 10       | 14 | 4 | 2 | 8  | 18 | 30 | -12 |
|  | 8.   | Vado Azogeno     | 5        | 14 | 2 | 1 | 11 | 9  | 27 | -18 |
|  | --   | Veloce Savona B  | Ritirato |    |   |   |    |    |    |     |
|  | --   | Vado Avanguardia | Ritirato |    |   |   |    |    |    |     |

Legenda:
      Ammesso alle semifinali.
Regolamento:
Due punti a vittoria, uno a pareggio, zero a sconfitta.
Pari merito in caso di pari punti se non in zona promozione/finali.

### Girone C

#### Squadre partecipanti
| Squadra                                      | Città              | Stadio | Stagione precedente |
| -------------------------------------------- | ------------------ | ------ | ------------------- |
| A.P.F. Corniglianese (B = riserve)           | Genova-Cornigliano |        |                     |
| Fiorente F.C.                                | Genova             |        |                     |
| Genova 1893 Circolo del Calcio (D = ragazzi) | Genova             |        |                     |
| D.S. Grifone Ausonia                         | Genova             |        |                     |
| U.S. Pontedecimo (B = riserve)               | Genova-Pontedecimo |        |                     |
| Pro Recco                                    | Recco (GE)         |        |                     |
| A.P. Rivarolese (B = riserve)                | Genova-Rivarolo    |        |                     |

#### Classifica finale
|  | Pos. | Squadra         | Pt | G  | V | N | P | GF | GS | DR |
|  | ---- | --------------- | -- | -- | - | - | - | -- | -- | -- |
|  | 1.   | Rivarolese B    | 14 | 14 |   |   |   |    |    |    |
|  | 1.   | Fiorente        | 14 | 14 |   |   |   |    |    |    |
|  | 3.   | Pro Recco       | 13 | 14 |   |   |   |    |    |    |
|  | 3.   | Genova 1893 D   | 13 | 14 |   |   |   |    |    |    |
|  | 5.   | Corniglianese B | 11 | 14 |   |   |   |    |    |    |
|  | 6.   | Grifone Ausonia | 10 | 14 |   |   |   |    |    |    |
|  | 7.   | Pontedecimo B   | 9  | 14 |   |   |   |    |    |    |

Legenda:
      Ammesso alle semifinali.
Regolamento:
Due punti a vittoria, uno a pareggio, zero a sconfitta.
Pari merito in caso di pari punti se non in zona promozione/finali.

### Girone D

#### Squadre partecipanti
| Squadra                            | Città                 | Stadio | Stagione precedente |
| ---------------------------------- | --------------------- | ------ | ------------------- |
| A.C. Andrea Doria (B = riserve)    | Genova                |        |                     |
| S.S. Bel Paese                     | Genova                |        |                     |
| U.S. Nazionale Liguria             | Genova                |        |                     |
| Dopolavoro Portuale (B = riserve)  | Genova                |        |                     |
| C.S. Ruentes (B = riserve)         | Rapallo (GE)          |        |                     |
| A.C. Sampierdarenese (B = riserve) | Genova-Sampierdarena  |        |                     |
| F.S. Sestrese (B = riserve)        | Genova-Sestri Ponente |        |                     |
| U.S. Veloci Embriaci               | Genova                |        |                     |

#### Classifica finale
|  | Pos. | Squadra           | Pt | G  | V | N | P | GF | GS | DR |
|  | ---- | ----------------- | -- | -- | - | - | - | -- | -- | -- |
|  | 1.   | Andrea Doria B    | 24 | 14 |   |   |   |    |    |    |
|  | 2.   | Veloci Embriaci   | 17 | 14 |   |   |   |    |    |    |
|  | 2.   | Sampierdarenese B | 17 | 14 |   |   |   |    |    |    |
|  | 4.   | Bel Paese         | 15 | 14 |   |   |   |    |    |    |
|  | 5.   | Sestrese B        | 14 | 14 |   |   |   |    |    |    |
|  | 6.   | Nazionale Liguria | 11 | 14 |   |   |   |    |    |    |
|  | 7.   | Portuale B        | 7  | 14 |   |   |   |    |    |    |
|  | 7.   | Rapallo Ruentes B | 7  | 14 |   |   |   |    |    |    |

Legenda:
      Ammesso alle semifinali.
Regolamento:
Due punti a vittoria, uno a pareggio, zero a sconfitta.
Pari merito in caso di pari punti se non in zona promozione/finali.

### Girone semifinale A
|  | Pos. | Squadra           | Pt | G | V | N | P | GF | GS | DR |
|  | ---- | ----------------- | -- | - | - | - | - | -- | -- | -- |
|  | 1.   | Andrea Doria B    | 10 | 6 |   |   |   |    |    | +  |
|  | 2.   | Sampierdarenese B | 8  | 6 |   |   |   |    |    | +  |
|  | 3.   | Rivarolese B      | 4  | 6 |   |   |   |    |    | +  |
|  | 4.   | Genova 1893 D     | 2  | 6 |   |   |   |    |    | -  |

Legenda:
      Ammesso alle finali.
Regolamento:
Due punti a vittoria, uno a pareggio, zero a sconfitta.
Pari merito in caso di pari punti se non in zona promozione/finali.

### Girone semifinale B
|  | Pos. | Squadra         | Pt | G | V | N | P | GF | GS | DR |
|  | ---- | --------------- | -- | - | - | - | - | -- | -- | -- |
|  | 1.   | Bel Paese       | 7  | 5 |   |   |   |    |    | +  |
|  | 1.   | Fiorente        | 7  | 6 |   |   |   |    |    | +  |
|  | 3.   | Veloci Embriaci | 4  | 5 |   |   |   |    |    | +  |
|  | 3.   | Pro Recco       | 4  | 6 |   |   |   |    |    | -  |

Legenda:
      Ammesso alle finali.
Regolamento:
Due punti a vittoria, uno a pareggio, zero a sconfitta.
Pari merito in caso di pari punti se non in zona promozione/finali.

### Girone semifinale C
|  | Pos. | Squadra | Pt | G | V | N | P | GF | GS | DR |
|  | ---- | ------- | -- | - | - | - | - | -- | -- | -- |
|  | 1.   | Varazze | 9  | 6 |   |   |   |    |    | +  |
|  | 2.   | Loanese | 8  | 6 |   |   |   |    |    | +  |
|  | 3.   | Virtus  | 5  | 6 |   |   |   |    |    | +  |
|  | 4.   | Dianese | 2  | 6 |   |   |   |    |    | -  |

Legenda:
      Ammesso alle finali.
Regolamento:
Due punti a vittoria, uno a pareggio, zero a sconfitta.
Pari merito in caso di pari punti se non in zona promozione/finali.

### Finale
|         | Risultato |           | Luogo e data           |
| ------- | --------- | --------- | ---------------------- |
| Varazze | 2 - 1     | Bel Paese | Genova, 17 giugno 1934 |
|         |           |           |                        |

### Finalissima per il titolo
|                | Risultato |                | Luogo e data            |  |
| -------------- | --------- | -------------- | ----------------------- |  |
| Varazze        | ? - ?     | Andrea Doria B | Varazze, 24 giugno 1934 |  |
| Andrea Doria B | ? - ?     | Varazze        | Genova, 1 luglio 1934   |  |
|                |           |                |                         |  |

#### Verdetti
- L'Andrea Doria B è campione ligure di Terza Divisione.
- Varazze e Bel Paese sono promosse in Seconda Divisione 1934-1935.

## Emilia

### Girone A

#### Squadre partecipanti
| Squadra                     | Città                  | Stadio | Stagione precedente |
| --------------------------- | ---------------------- | ------ | ------------------- |
| A.S. Borgotaro              | Borgo Val di Taro (PR) |        |                     |
| Noceto                      | Noceto (PR)            |        |                     |
| Parma A.S. (B = riserve)    | Parma                  |        |                     |
| D.A. Petrolifera            | Fornovo di Taro (PR)   |        |                     |
| A.C. Reggiana (B = riserve) | Reggio Emilia          |        |                     |
| F.G.C. Salsomaggiore        | Salsomaggiore (PR)     |        |                     |
| U.S. Scandianese            | Scandiano (RE)         |        |                     |

#### Classifica finale
|  | Pos. | Squadra       | Pt | G  | V | N | P  | GF | GS | DR  |
|  | ---- | ------------- | -- | -- | - | - | -- | -- | -- | --- |
|  | 1.   | Borgotaro     | 15 | 12 | 6 | 3 | 3  | 23 | 22 | +1  |
|  | 1.   | Noceto        | 15 | 12 | 7 | 1 | 4  | 28 | 18 | +10 |
|  | 3.   | Reggiana B    | 14 | 12 | 6 | 2 | 4  | 34 | 21 | +13 |
|  | 3.   | Scandianese   | 14 | 12 | 6 | 2 | 4  | 37 | 28 | +9  |
|  | 5.   | Parma B       | 13 | 12 | 5 | 3 | 4  | 24 | 19 | +5  |
|  | 6.   | Petrolifera   | 11 | 12 | 5 | 1 | 6  | 25 | 30 | -5  |
|  | 7.   | Salsomaggiore | 2  | 12 | 0 | 2 | 10 | 11 | 46 | -35 |

Legenda:
      Ammesso alle semifinali.
Regolamento:
Due punti a vittoria, uno a pareggio, zero a sconfitta.
Pari merito in caso di pari punti se non in zona promozione/finali.
Note:
Scandianese e Reggiana B hanno rinunciato alle semifinali.
Differenza di 2 gol nel computo totale reti fatte/subite (182/184).

### Girone B

#### Squadre partecipanti
| Squadra                                | Città                    | Stadio | Stagione precedente |
| -------------------------------------- | ------------------------ | ------ | ------------------- |
| Bologna Sezione Calcio (C = allievi)   | Bologna                  |        |                     |
| Polisportiva Casalecchio (B = riserve) | Casalecchio di Reno (BO) |        |                     |
| Dopolavoro Sportivo Crevalcore         | Crevalcore (BO)          |        |                     |
| A.C. Mantova (B = riserve)             | Mantova                  |        |                     |
| S.S. Panigal                           | Bologna-Borgo Panigale   |        |                     |

#### Classifica finale
|  | Pos. | Squadra | Pt | G | V | N | P | GF | GS | DR |
|  | ---- | ------- | -- | - | - | - | - | -- | -- | -- |
|  | 1.   | ??      | ?? | 8 |   |   |   |    |    |    |
|  | 2.   | ??      | ?? | 8 |   |   |   |    |    |    |
|  | 3.   | ??      | ?? | 8 |   |   |   |    |    |    |
|  | 4.   | ??      | ?? | 8 |   |   |   |    |    |    |
|  | 5.   | ??      | ?? | 8 |   |   |   |    |    |    |

Legenda:
      Ammesso alle semifinali.
Regolamento:
Due punti a vittoria, uno a pareggio, zero a sconfitta.
Pari merito in caso di pari punti se non in zona promozione/finali.
Verdetti:
- Bologna C e Mantova B sono ammesse alle semifinali.

### Girone C

#### Squadre partecipanti
| Squadra                                     | Città                | Stadio | Stagione precedente |
| ------------------------------------------- | -------------------- | ------ | ------------------- |
| E.S. Alfonsinese                            | Alfonsine (RA)       |        |                     |
| A.G.C. Budrio                               | Budrio (BO)          |        |                     |
| U.S. Imolese (B = riserve)                  | Imola (BO)           |        |                     |
| Massalombarda                               | Massalombarda (RA)   |        |                     |
| Pol. Molinella Sezione Calcio (B = riserve) | Molinella (BO)       |        |                     |
| F.G.C. Arnaldo Mussolini                    | Lugo di Romagna (RA) |        |                     |
| U.S. Russi (B = riserve)                    | Russi (RA)           |        |                     |

#### Classifica finale
|  | Pos. | Squadra   | Pt | G  | V | N | P | GF | GS | DR |
|  | ---- | --------- | -- | -- | - | - | - | -- | -- | -- |
|  | 1.   | ??        | ?? | 12 |   |   |   |    |    |    |
|  | 2.   | ??        | ?? | 12 |   |   |   |    |    |    |
|  | 3.   | Imolese B | ?? | 12 |   |   |   |    |    |    |
|  | 4.   | ??        | ?? | 12 |   |   |   |    |    |    |
|  | 5.   | ??        | ?? | 12 |   |   |   |    |    |    |
|  | 6.   | ??        | ?? | 12 |   |   |   |    |    |    |
|  | 7.   | ??        | ?? | 12 |   |   |   |    |    |    |

Legenda:
      Ammesso alle semifinali.
Regolamento:
Due punti a vittoria, uno a pareggio, zero a sconfitta.
Pari merito in caso di pari punti se non in zona promozione/finali.
Verdetti:
- Alfonsinese, F.G.C. Arnaldo Mussolini e Massalombarda sono ammesse alle semifinali.

### Girone D

#### Squadre partecipanti
| Squadra                              | Città             | Stadio | Stagione precedente |
| ------------------------------------ | ----------------- | ------ | ------------------- |
| Dopolavoro Ferroviario (B = riserve) | Rimini (FO)       |        |                     |
| A.S. Forlì (B = riserve)             | Forlì             |        |                     |
| Forlimpopoli (B = riserve)           | Forlimpopoli (FO) |        |                     |
| Libertas Rimini (B = riserve)        | Rimini (FO)       |        |                     |
| Dopolavoro Montecatini               | Perticara (FO)    |        |                     |
| Predappio                            | Predappio (FO)    |        |                     |
| A.C. Ravenna (B=riserve)             | Ravenna           |        |                     |

#### Classifica finale
|  | Pos. | Squadra | Pt | G  | V | N | P | GF | GS | DR |
|  | ---- | ------- | -- | -- | - | - | - | -- | -- | -- |
|  | 1.   | ??      | ?? | 12 |   |   |   |    |    |    |
|  | 2.   | ??      | ?? | 12 |   |   |   |    |    |    |
|  | 3.   | ??      | ?? | 12 |   |   |   |    |    |    |
|  | 4.   | ??      | ?? | 12 |   |   |   |    |    |    |
|  | 5.   | ??      | ?? | 12 |   |   |   |    |    |    |
|  | 6.   | ??      | ?? | 12 |   |   |   |    |    |    |
|  | 7.   | ??      | ?? | 12 |   |   |   |    |    |    |

Legenda:
      Ammesso alle semifinali.
Regolamento:
Due punti a vittoria, uno a pareggio, zero a sconfitta.
Pari merito in caso di pari punti se non in zona promozione/finali.
Verdetti:
- Predappio, Montecatini e Ravenna B sono ammesse alle semifinali.

### Girone semifinale A
- Bologna C
- Borgotaro
- Mantova B
- Noceto

### Girone semifinale B
- Alfonsinese
- Massalombarda
- Dop. Montecatini
- Arnaldo Mussolini
- Predappio
- Ravenna B

Verdetti:
- Il Dop. Montecatini di Perticara è campione emiliano di Terza Divisione.

## Toscana

### Girone A

#### Squadre partecipanti
| Squadra                                            | Città      | Stadio | Stagione precedente |
| -------------------------------------------------- | ---------- | ------ | ------------------- |
| U.S. Aullese                                       | Aulla (MS) |        |                     |
| U.S. Angelo Belloni (B = riserve)                  | Massa      |        |                     |
| U.S. Carrarese F. "Pietrino Binelli" (B = riserve) | Carrara    |        |                     |
| U.S. Lucchese Libertas (B = riserve)               | Lucca      |        |                     |
| S.C. Pisa (B = riserve)                            | Pisa       |        |                     |

#### Classifica finale
|  | Pos. | Squadra                | Pt | G | V | N | P | GF | GS | DR  |
|  | ---- | ---------------------- | -- | - | - | - | - | -- | -- | --- |
|  | 1.   | Pisa B                 | 13 | 8 | 6 | 1 | 1 | 29 | 11 | +18 |
|  | 2.   | Lucchese B             | 10 | 8 | 4 | 2 | 2 | 18 | 9  | +9  |
|  | 3.   | Aullese                | 6  | 8 | 3 | 0 | 5 | 18 | 20 | -2  |
|  | 3.   | Carrarese P. Binelli B | 6  | 7 | 3 | 0 | 4 | 10 | 16 | -6  |
|  | 5.   | Angelo Belloni B       | 3  | 7 | 1 | 1 | 5 | 8  | 27 | -19 |

Legenda:
      Ammesso alle finali.
Regolamento:
Due punti a vittoria, uno a pareggio, zero a sconfitta.
Pari merito in caso di pari punti se non in zona promozione/finali.
Note:
Carrarese ed Angelo Belloni una partita in meno.

### Girone B

#### Squadre partecipanti
| Squadra                          | Città                         | Stadio | Stagione precedente |
| -------------------------------- | ----------------------------- | ------ | ------------------- |
| U.S. Follonica                   | Follonica (GR)                |        |                     |
| U.S. Grosseto (B = riserve)      | Grosseto                      |        |                     |
| Dop. Az. Magona                  | Pontevecchio di Piombino (LI) |        |                     |
| U.S. Sempre Avanti (B = riserve) | Piombino (LI)                 |        |                     |
| G.S. Solvay (B = riserve)        | Rosignano Solvay (LI)         |        |                     |

#### Classifica finale
|  | Pos. | Squadra            | Pt       | G | V | N | P | GF | GS | DR  |
|  | ---- | ------------------ | -------- | - | - | - | - | -- | -- | --- |
|  | 1.   | Sempre Avanti B    | 10       | 6 | 5 | 0 | 1 | 24 | 5  | +19 |
|  | 2.   | Grosseto B         | 8        | 6 | 4 | 0 | 2 | 11 | 9  | +2  |
|  | 3.   | Magona             | 4        | 6 | 2 | 0 | 4 | 7  | 16 | -9  |
|  | 4.   | Follonica          | 2        | 6 | 1 | 0 | 5 | 3  | 15 | -12 |
|  | --   | Solvay Rosignano B | Ritirato |   |   |   |   |    |    |     |

Legenda:
      Ammesso alle finali.
Regolamento:
Due punti a vittoria, uno a pareggio, zero a sconfitta.
Pari merito in caso di pari punti se non in zona promozione/finali.

### Girone C

#### Squadre partecipanti
| Squadra                        | Città                     | Stadio | Stagione precedente |
| ------------------------------ | ------------------------- | ------ | ------------------- |
| S.S. Delle Signe (B = riserve) | Signa (FI)                |        |                     |
| Empoli F.C. (B = riserve)      | Empoli (FI)               |        |                     |
| U.S. Montelupo                 | Montelupo Fiorentino (FI) |        |                     |
| U.S. Pontedera (B = riserve)   | Pontedera (PI)            |        |                     |
| Prato S.C. (B = riserve)       | Prato (FI)                |        |                     |
| A.C. Siena (B = riserve)       | Siena                     |        |                     |

#### Classifica finale
|  | Pos. | Squadra     | Pt | G  | V | N | P | GF | GS | DR  |
|  | ---- | ----------- | -- | -- | - | - | - | -- | -- | --- |
|  | 1.   | Prato B     | 15 | 10 | 7 | 1 | 2 | 35 | 12 | +23 |
|  | 2.   | Pontedera B | 12 | 10 | 6 | 0 | 4 | 21 | 13 | +8  |
|  | 2.   | Siena B     | 12 | 10 | 6 | 0 | 4 | 17 | 22 | -5  |
|  | 4.   | Montelupo   | 9  | 10 | 4 | 1 | 5 | 20 | 20 | 0   |
|  | 5.   | Empoli B    | 6  | 10 | 3 | 0 | 7 | 12 | 20 | -8  |
|  | 5.   | Le Signe B  | 6  | 10 | 3 | 0 | 7 | 17 | 35 | -18 |

Legenda:
      Ammesso alle finali.
Regolamento:
Due punti a vittoria, uno a pareggio, zero a sconfitta.
Pari merito in caso di pari punti se non in zona promozione/finali.

### Girone D

#### Squadre partecipanti
| Squadra                      | Città                      | Stadio | Stagione precedente |
| ---------------------------- | -------------------------- | ------ | ------------------- |
| U.S. Aquila (B = riserve)    | Montevarchi (AR)           |        |                     |
| F.G.C. Arezzo                | Arezzo                     |        |                     |
| F.G.C. San Giovanni Valdarno | San Giovanni Valdarno (AR) |        |                     |
| S.S. Resco Reggello          | Reggello (FI)              |        |                     |
| U.S. Sansepolcro             | Sansepolcro (AR)           |        |                     |

#### Classifica finale
|  | Pos. | Squadra               | Pt | G | V | N | P | GF | GS | DR  |
|  | ---- | --------------------- | -- | - | - | - | - | -- | -- | --- |
|  | 1.   | Sansepolcro           | 14 | 8 | 7 | 0 | 1 | 18 | 8  | +10 |
|  | 2.   | San Giovanni Valdarno | 13 | 8 | 6 | 1 | 1 | 37 | 7  | +30 |
|  | 3.   | Montevarchi B         | 6  | 8 | 3 | 0 | 5 | 11 | 23 | -12 |
|  | 4.   | F.G.C. Arezzo         | 4  | 8 | 2 | 0 | 6 | 10 | 24 | -14 |
|  | 5.   | Reggello              | 3  | 8 | 1 | 1 | 6 | 6  | 20 | -14 |

Legenda:
      Ammesso alle finali.
Regolamento:
Due punti a vittoria, uno a pareggio, zero a sconfitta.
Pari merito in caso di pari punti se non in zona promozione/finali.

### Girone finale A
|  | Pos. | Squadra               | Pt       | G | V | N | P | GF | GS | DR  |
|  | ---- | --------------------- | -------- | - | - | - | - | -- | -- | --- |
|  | 1.   | Aullese               | 10       | 6 | 4 | 2 | 0 | 18 | 6  | +12 |
|  | 2.   | San Giovanni Valdarno | 6        | 6 | 3 | 0 | 3 | 10 | 12 | -2  |
|  | 3.   | Montelupo             | 5        | 5 | 2 | 1 | 2 | 12 | 12 | 0   |
|  | 3.   | Magona                | 2        | 5 | 0 | 1 | 4 | 8  | 18 | -10 |
|  | --   | Sansepolcro           | Ritirato |   |   |   |   |    |    |     |

Legenda:
      Ammesso alle finali per il titolo.
Regolamento:
Due punti a vittoria, uno a pareggio, zero a sconfitta.
Pari merito in caso di pari punti se non in zona promozione/finali.
Note:
Montelupo e Magona una partita in meno.

### Girone finale B
|  | Pos. | Squadra         | Pt       | G | V | N | P | GF | GS | DR |
|  | ---- | --------------- | -------- | - | - | - | - | -- | -- | -- |
|  | 1.   | Pisa B          | ??       | 2 |   |   |   |    |    |    |
|  | 2.   | Prato B         | ??       | 2 |   |   |   |    |    |    |
|  | 3.   | Sempre Avanti B | Ritirato |   |   |   |   |    |    |    |
|  | --   | Montevarchi B   | Ritirato |   |   |   |   |    |    |    |

Legenda:
      Ammesso alle finali per il titolo.
Regolamento:
Due punti a vittoria, uno a pareggio, zero a sconfitta.
Pari merito in caso di pari punti se non in zona promozione/finali.
Note:
Montelupo e Magona una partita in meno.

### Finale per il titolo
- Aullese
- Pisa B

## Marche

### Girone A

#### Squadre partecipanti
| Squadra                          | Città            | Stadio | Stagione precedente |
| -------------------------------- | ---------------- | ------ | ------------------- |
| S.P. Alma Juventus (B = riserve) | Fano (PS)        |        |                     |
| A.S. Jesi (B = riserve)          | Jesi (AN)        |        |                     |
| Dopolavoro Monopoli              | Chiaravalle (AN) |        |                     |
| U.S. Osimana                     | Osimo (AN)       |        |                     |

#### Classifica finale
|  | Pos. | Squadra | Pt | G | V | N | P | GF | GS | DR |
|  | ---- | ------- | -- | - | - | - | - | -- | -- | -- |
|  | 1.   | ??      | ?? | 6 |   |   |   |    |    |    |
|  | 2.   | ??      | ?? | 6 |   |   |   |    |    |    |
|  | 3.   | ??      | ?? | 6 |   |   |   |    |    |    |
|  | 4.   | ??      | ?? | 6 |   |   |   |    |    |    |

Legenda:
      Ammesso alle finali.
Regolamento:
Due punti a vittoria, uno a pareggio, zero a sconfitta.
Pari merito in caso di pari punti se non in zona promozione/finali.
Verdetti
- L'Osimana è ammessa alle finali.

### Girone B

#### Squadre partecipanti
| Squadra                            | Città                         | Stadio | Stagione precedente |
| ---------------------------------- | ----------------------------- | ------ | ------------------- |
| S.S. Ascoli (B = riserve)          | Ascoli Piceno                 |        |                     |
| Polisportiva Fermana (B = riserve) | Fermo (AP)                    |        |                     |
| S.S. Portocivitanova (B = riserve) | Porto Civitanova (MC)         |        |                     |
| S.A. Sambenedettese (B = riserve)  | San Benedetto del Tronto (AP) |        |                     |

#### Classifica finale
|  | Pos. | Squadra | Pt | G | V | N | P | GF | GS | DR |
|  | ---- | ------- | -- | - | - | - | - | -- | -- | -- |
|  | 1.   | ??      | ?? | 6 |   |   |   |    |    |    |
|  | 2.   | ??      | ?? | 6 |   |   |   |    |    |    |
|  | 3.   | ??      | ?? | 6 |   |   |   |    |    |    |
|  | 4.   | ??      | ?? | 6 |   |   |   |    |    |    |

Legenda:
      Ammesso alle finali.
Regolamento:
Due punti a vittoria, uno a pareggio, zero a sconfitta.
Pari merito in caso di pari punti se non in zona promozione/finali.
Verdetti
- La Sambenedettese B è ammessa alle finali.

### Girone C

#### Squadre partecipanti
| Squadra                                 | Città                           | Stadio | Stagione precedente |
| --------------------------------------- | ------------------------------- | ------ | ------------------- |
| Castelraimondo                          | Castelraimondo (MC)             |        |                     |
| Esperia                                 | Fabriano (AN)                   |        |                     |
| S.S. Matelica                           | Matelica (MC)                   |        |                     |
| D.A. Montecatini (B = riserve)          | Cabernardi di Sassoferrato (AN) |        |                     |
| S.S. Nova Camera                        | Camerino (MC)                   |        |                     |
| U.S. Tolentino                          | Tolentino (MC)                  |        |                     |
| A.C. Macerata - ospite senza classifica | Macerata (MC)                   |        |                     |

#### Classifica finale
|  | Pos. | Squadra | Pt | G  | V | N | P | GF | GS | DR |
|  | ---- | ------- | -- | -- | - | - | - | -- | -- | -- |
|  | 1.   | ??      | ?? | 10 |   |   |   |    |    |    |
|  | 2.   | ??      | ?? | 10 |   |   |   |    |    |    |
|  | 3.   | ??      | ?? | 10 |   |   |   |    |    |    |
|  | 4.   | ??      | ?? | 10 |   |   |   |    |    |    |
|  | 5.   | ??      | ?? | 10 |   |   |   |    |    |    |
|  | 6.   | ??      | ?? | 10 |   |   |   |    |    |    |

Legenda:
      Ammesso alle finali.
Regolamento:
Due punti a vittoria, uno a pareggio, zero a sconfitta.
Pari merito in caso di pari punti se non in zona promozione/finali.
Verdetti
- A.C. Macerata riammessa in Seconda Divisione 1934-1935
- Esperia, Nova Camera e Tolentino sono ammesse alle finali.

### Girone finale
- Esperia
- Nova Camera
- Osimana
- Sambenedettese (B)
- Tolentino

## Lazio

### Girone A

#### Squadre partecipanti
| Squadra                            | Città              | Stadio | Stagione precedente |
| ---------------------------------- | ------------------ | ------ | ------------------- |
| S.S. Alba                          | Roma               |        |                     |
| S.S. Anzio                         | Anzio (RM)         |        |                     |
| U.S. Civitavecchiese (B = riserve) | Civitavecchia (RM) |        |                     |
| U.S. Italia Nova                   | Roma               |        |                     |
| S.S. Juventus (B = riserve)        | Roma               |        |                     |
| S.S. Lazio (D = ragazzi)           | Roma               |        |                     |
| G.S. Monte dei Paschi              | Roma               |        |                     |
| F.G.C. Salario                     | Roma-Salario       |        |                     |

#### Classifica finale
|  | Pos. | Squadra           | Pt | G  | V | N | P  | GF | GS | DR  |
|  | ---- | ----------------- | -- | -- | - | - | -- | -- | -- | --- |
|  | 1.   | Monte dei Paschi  | 22 | 14 | 9 | 4 | 1  | 33 | 11 | +22 |
|  | 2.   | Alba Roma         | 21 | 14 | 9 | 3 | 2  | 25 | 7  | +18 |
|  | 3.   | Lazio D           | 18 | 14 | 8 | 2 | 4  | 33 | 21 | +12 |
|  | 4.   | Italia Nova       | 16 | 14 | 6 | 4 | 4  | 15 | 17 | -2  |
|  | 5.   | Civitavecchiese B | 13 | 14 | 6 | 1 | 7  | 21 | 27 | -6  |
|  | 6.   | Anzio (-1)        | 9  | 14 | 4 | 2 | 8  | 15 | 19 | -4  |
|  | 7.   | Salario (-1)      | 7  | 14 | 3 | 2 | 9  | 14 | 29 | -15 |
|  | 8.   | Juventus Roma B   | 4  | 14 | 1 | 2 | 11 | 10 | 36 | -26 |

Legenda:
      Ammesso alle finali.
Regolamento:
Due punti a vittoria, uno a pareggio, zero a sconfitta.
Pari merito in caso di pari punti se non in zona promozione/finali.
Note:
Anzio e Salario hanno scontato 1 punto di penalizzazione in classifica per una rinuncia.
Verdetti
- Alba, Monte dei Paschi e Lazio D sono ammesse alle finali.

### Girone B

#### Squadre partecipanti
| Squadra                    | Città               | Stadio | Stagione precedente |
| -------------------------- | ------------------- | ------ | ------------------- |
| A.S. Albano                | Albano Laziale (RM) |        |                     |
| G.S. Mobilificio Benedetti | Roma                |        |                     |
| F.G.C. Rieti               | Rieti               |        |                     |
| A.S. Roma (C = allievi)    | Roma                |        |                     |
| G.S. Dop. M.A.T.E.R.       | Roma                |        |                     |
| S.S. Il Savoia Sportivo    | Roma                |        |                     |
| A.S. Tevere                | Roma                |        |                     |

#### Classifica finale
|  | Pos. | Squadra               | Pt       | G  | V | N | P | GF | GS | DR  |
|  | ---- | --------------------- | -------- | -- | - | - | - | -- | -- | --- |
|  | 1.   | Roma C                | 18       | 10 | 8 | 2 | 0 | 27 | 5  | +22 |
|  | 2.   | Mobilificio Benedetti | 14       | 10 | 5 | 4 | 1 | 13 | 6  | +7  |
|  | 3.   | Tevere                | 11       | 10 | 5 | 1 | 4 | 11 | 10 | +1  |
|  | 4.   | Savoia                | 7        | 10 | 3 | 1 | 6 | 9  | 16 | -7  |
|  | 5.   | MATER                 | 6        | 10 | 2 | 2 | 6 | 9  | 14 | -5  |
|  | 6.   | Albano                | 4        | 10 | 2 | 0 | 8 | 9  | 28 | -19 |
|  | --   | FGC Rieti             | Ritirato |    |   |   |   |    |    |     |

Legenda:
      Ammesso alle finali.
Regolamento:
Due punti a vittoria, uno a pareggio, zero a sconfitta.
Pari merito in caso di pari punti se non in zona promozione/finali.
Verdetti
- Mobilificio Benedetti, Roma C e Tevere sono ammesse alle finali.

### Girone C

#### Squadre partecipanti
| Squadra                                     | Città          | Stadio | Stagione precedente |
| ------------------------------------------- | -------------- | ------ | ------------------- |
| Polisportiva Bellator Frusino (B = riserve) | Frosinone      |        |                     |
| S.S. Francesco Di Biagio                    | Terracina (RM) |        |                     |
| F.G.C. Fondi                                | Fondi (RM)     |        |                     |
| G.S. Milizia Gaeta                          | Gaeta (RM)     |        |                     |
| U.S. Saturnia                               | Atina (FR)     |        |                     |
| A.S. Sora (B = riserve)                     | Sora (FR)      |        |                     |

#### Classifica finale
|  | Pos. | Squadra             | Pt       | G | V | N | P | GF | GS | DR  |
|  | ---- | ------------------- | -------- | - | - | - | - | -- | -- | --- |
|  | 1.   | Francesco Di Biagio | 14       | 8 | 7 | 0 | 1 | 25 | 10 | +15 |
|  | 2.   | Sora B              | 12       | 8 | 5 | 2 | 1 | 17 | 9  | +8  |
|  | 3.   | Bellator Frusino B  | 6        | 8 | 3 | 0 | 5 | 15 | 13 | +2  |
|  | 3.   | Saturnia            | 6        | 8 | 2 | 2 | 4 | 12 | 13 | -1  |
|  | 5.   | Fondi               | 2        | 8 | 1 | 0 | 7 | 2  | 26 | -24 |
|  | --   | Milizia Gaeta       | Ritirato |   |   |   |   |    |    |     |

Legenda:
      Ammesso alle finali.
Regolamento:
Due punti a vittoria, uno a pareggio, zero a sconfitta.
Pari merito in caso di pari punti se non in zona promozione/finali.
Verdetti
- Francesco Di Biagio e Sora B sono ammesse alle finali.

### Girone finale
|  | Pos. | Squadra               | Pt      | G  | V | N | P | GF | GS | DR  |
|  | ---- | --------------------- | ------- | -- | - | - | - | -- | -- | --- |
|  | 1.   | Francesco Di Biagio   | 18      | 12 | 7 | 4 | 1 | 16 | 8  | +8  |
|  | 2.   | Roma C                | 15      | 12 | 5 | 5 | 2 | 22 | 15 | +7  |
|  | 3.   | Monte dei Paschi      | 14      | 12 | 6 | 2 | 4 | 26 | 18 | +8  |
|  | 4.   | Lazio D               | 13      | 12 | 5 | 3 | 4 | 26 | 21 | +5  |
|  | 5.   | Alba Roma             | 9       | 12 | 2 | 5 | 5 | 12 | 20 | -8  |
|  | 6.   | Tevere                | 8       | 12 | 4 | 0 | 8 | 18 | 15 | +3  |
|  | 7.   | Sora B                | 7       | 12 | 1 | 5 | 6 | 9  | 32 | -23 |
|  | --   | Mobilificio Benedetti | esclusa |    |   |   |   |    |    |     |

Legenda:
      Promosso in Seconda Divisione 1934-1935.
Regolamento:
Due punti a vittoria, uno a pareggio, zero a sconfitta.
Pari merito in caso di pari punti se non in zona promozione/finali.
Verdetti
- La Francesco di Biagio è campione laziale di Terza Divisione.

## Campania

### Girone A

#### Squadre partecipanti
| Squadra             | Città                                     | Stadio | Stagione precedente |
| ------------------- | ----------------------------------------- | ------ | ------------------- |
| F.S. Afragolese     | Afragola (NA)                             |        |                     |
| Dopolavoro Leopardi | Torre del Greco-Santa Maria La Bruna (NA) |        |                     |
| U.S. Sangiuseppese  | San Giuseppe Vesuviano (NA)               |        |                     |
| A.C. Stabia         | Castellammare di Stabia (NA)              |        |                     |
| U.S. Torrese        | Torre del Greco (NA)                      |        |                     |

#### Classifica finale
|  | Pos. | Squadra | Pt | G | V | N | P | GF | GS | DR |
|  | ---- | ------- | -- | - | - | - | - | -- | -- | -- |
|  | 1.   | ??      | ?? | 8 |   |   |   |    |    |    |
|  | 2.   | ??      | ?? | 8 |   |   |   |    |    |    |
|  | 3.   | ??      | ?? | 8 |   |   |   |    |    |    |
|  | 4.   | ??      | ?? | 8 |   |   |   |    |    |    |
|  | 5.   | ??      | ?? | 8 |   |   |   |    |    |    |

Legenda:
      Ammesso alle finali.
Regolamento:
Due punti a vittoria, uno a pareggio, zero a sconfitta.
Pari merito in caso di pari punti se non in zona promozione/finali.
Verdetti
- Afragolese, Stabia e Torrese sono ammesse alle finali.

### Girone B

#### Squadre partecipanti
| Squadra                   | Città                   | Stadio | Stagione precedente |
| ------------------------- | ----------------------- | ------ | ------------------- |
| F.G.C. Nola               | Nola (NA)               |        |                     |
| U.S. Fulgor               | Pignataro Maggiore (NA) |        |                     |
| U.S. Maddalonese          | Maddaloni (NA)          |        |                     |
| A.C. Napoli (D = ragazzi) | Napoli                  |        |                     |
| A.S. Puteolana            | Pozzuoli (NA)           |        |                     |

#### Classifica finale
|  | Pos. | Squadra | Pt | G | V | N | P | GF | GS | DR |
|  | ---- | ------- | -- | - | - | - | - | -- | -- | -- |
|  | 1.   | ??      | ?? | 8 |   |   |   |    |    |    |
|  | 2.   | ??      | ?? | 8 |   |   |   |    |    |    |
|  | 3.   | ??      | ?? | 8 |   |   |   |    |    |    |
|  | 4.   | ??      | ?? | 8 |   |   |   |    |    |    |
|  | 5.   | ??      | ?? | 8 |   |   |   |    |    |    |

Legenda:
      Ammesso alle finali.
Regolamento:
Due punti a vittoria, uno a pareggio, zero a sconfitta.
Pari merito in caso di pari punti se non in zona promozione/finali.
Verdetti
- F.G.C. Nola, Fulgor e Puteolana sono ammesse alle finali.

### Girone finale
- Afragolese
- Nola
- Fulgor
- Puteolana
- Stabia
- Torrese

## Puglie

### Girone A

#### Squadre partecipanti
| Squadra                      | Città                   | Stadio | Stagione precedente |
| ---------------------------- | ----------------------- | ------ | ------------------- |
| U.S. Cerignola (B = riserve) | Cerignola (FG)          |        |                     |
| U.S. Foggia (C = allievi)    | Foggia                  |        |                     |
| U.S. Alfio Lepore            | Lucera (FG)             |        |                     |
| U.S. Ortanova                | Orta Nova (FG)          |        |                     |
| U.S. Sammarco                | San Marco in Lamis (FG) |        |                     |
| U.S. San Severo              | San Severo (FG)         |        |                     |
| U.S. Savoia                  | Foggia                  |        |                     |
| U.P. Torremaggiore           | Torremaggiore (FG)      |        |                     |

#### Classifica finale
|  | Pos. | Squadra            | Pt | G  | V | N | P  | GF | GS | DR  |
|  | ---- | ------------------ | -- | -- | - | - | -- | -- | -- | --- |
|  | 1.   | Torremaggiore      | 19 | 14 | 7 | 5 | 2  | 20 | 10 | +10 |
|  | 1.   | San Severo         | 18 | 14 | 9 | 0 | 5  | 27 | 18 | +9  |
|  | 3.   | Foggia C           | 16 | 14 | 6 | 4 | 4  | 22 | 20 | +2  |
|  | 4.   | A. Lepore          | 15 | 14 | 7 | 1 | 6  | 21 | 19 | +2  |
|  | 5.   | Audace Cerignola B | 13 | 14 | 5 | 3 | 6  | 29 | 17 | +12 |
|  | 6.   | Savoia (-1)        | 12 | 14 | 5 | 3 | 6  | 17 | 18 | -1  |
|  | 6.   | Sammarco           | 12 | 14 | 5 | 2 | 7  | 20 | 21 | -1  |
|  | 8.   | Orta Nova          | 6  | 14 | 2 | 2 | 10 | 11 | 44 | -33 |

Legenda:
      Ammesso alle finali.
Regolamento:
Due punti a vittoria, uno a pareggio, zero a sconfitta.
Pari merito in caso di pari punti se non in zona promozione/finali.
Note:
Savoia ha scontato 1 punto di penalizzazione in classifica per una rinuncia.

### Girone B

#### Squadre partecipanti
| Squadra                         | Città           | Stadio | Stagione precedente |
| ------------------------------- | --------------- | ------ | ------------------- |
| U.S.F. Barletta                 | Barletta (BA)   |        |                     |
| O.N.D. Giovinazzo (B = riserve) | Giovinazzo (BA) |        |                     |
| Molfetta Sportiva (B = riserve) | Molfetta (BA)   |        |                     |
| U.S. Terlizzi                   | Terlizzi (BA)   |        |                     |
| A.S. Trani                      | Trani (BA)      |        |                     |

#### Classifica finale
|  | Pos. | Squadra      | Pt | G | V | N | P | GF | GS | DR  |
|  | ---- | ------------ | -- | - | - | - | - | -- | -- | --- |
|  | 1.   | Terlizzi     | 13 | 8 | 6 | 1 | 1 | 20 | 8  | +12 |
|  | 2.   | Barletta     | 10 | 8 | 3 | 4 | 1 | 14 | 10 | +4  |
|  | 3.   | Trani        | 9  | 8 | 3 | 3 | 2 | 14 | 11 | +3  |
|  | 4.   | Molfetta B   | 7  | 8 | 3 | 1 | 4 | 8  | 15 | -7  |
|  | 5.   | Giovinazzo B | 1  | 8 | 0 | 1 | 7 | 4  | 16 | -12 |

Legenda:
      Ammesso alle finali.
Regolamento:
Due punti a vittoria, uno a pareggio, zero a sconfitta.
Pari merito in caso di pari punti se non in zona promozione/finali.

### Girone C

#### Squadre partecipanti
| Squadra                  | Città        | Stadio | Stagione precedente |
| ------------------------ | ------------ | ------ | ------------------- |
| U.S. Bari (C = allievi)  | Bari         |        |                     |
| U.S. Bari (D = ragazzi)  | Bari         |        |                     |
| S.S.F. Bitonto           | Bitonto (BA) |        |                     |
| G.S.S. Generale Pugliese | Bari         |        |                     |
| U.S. Matera              | Matera       |        |                     |

#### Classifica finale
|  | Pos. | Squadra           | Pt | G | V | N | P | GF | GS | DR  |
|  | ---- | ----------------- | -- | - | - | - | - | -- | -- | --- |
|  | 1.   | Bari D            | 12 | 8 | 5 | 2 | 1 | 20 | 12 | +8  |
|  | 2.   | Bitonto           | 10 | 8 | 5 | 0 | 3 | 13 | 11 | +2  |
|  | 3.   | Bari C            | 8  | 8 | 3 | 2 | 3 | 11 | 16 | -5  |
|  | 4.   | Generale Pugliese | 7  | 8 | 3 | 1 | 4 | 16 | 11 | +5  |
|  | 5.   | Matera            | 3  | 8 | 1 | 1 | 6 | 2  | 12 | -10 |

Legenda:
      Ammesso alle finali.
      Promosso in Seconda Divisione 1934-1935.
Regolamento:
Due punti a vittoria, uno a pareggio, zero a sconfitta.
Pari merito in caso di pari punti se non in zona promozione/finali.
Risultati (Matera)
- Bitonto-Matera

3-0
1-0
- Generale Pugliese Bari-Matera

0-1
2-0
- Bari D-Matera

1-0
2-0
- Bari C-Matera

1-1
1-0

### Girone D

#### Squadre partecipanti
| Squadra                          | Città             | Stadio | Stagione precedente |
| -------------------------------- | ----------------- | ------ | ------------------- |
| U.S.F. Brindisi                  | Brindisi          |        |                     |
| O.N.D. Araldo Di Crollalanza     | Mola di Bari (BA) |        |                     |
| A.S. Taranto (B = riserve)       | Taranto           |        |                     |
| G.S. Cantiere Tosi (B = riserve) | Taranto           |        |                     |
| O.N.D. Triggiano                 | Triggiano (BA)    |        |                     |

#### Classifica finale
|  | Pos. | Squadra              | Pt       | G | V | N | P | GF | GS | DR  |
|  | ---- | -------------------- | -------- | - | - | - | - | -- | -- | --- |
|  | 1.   | Di Crollalanza       | 11       | 6 | 5 | 1 | 0 | 11 | 3  | +8  |
|  | 2.   | Brindisi             | 5        | 6 | 2 | 1 | 3 | 8  | 7  | +1  |
|  | 2.   | Cantiere Tosi B (-1) | 5        | 6 | 3 | 0 | 3 | 11 | 9  | +2  |
|  | 4.   | Taranto B (-1)       | 1        | 6 | 1 | 0 | 5 | 6  | 17 | -11 |
|  | --   | Triggiano            | ritirato |   |   |   |   |    |    |     |

Legenda:
      Ammesso alle finali.
Regolamento:
Due punti a vittoria, uno a pareggio, zero a sconfitta.
Pari merito in caso di pari punti se non in zona promozione/finali.
Note:
Cantiere Tosi B e Taranto B hanno scontato 1 punto di penalizzazione in classifica per una rinuncia.

### Girone finale A
|  | Pos. | Squadra       | Pt | G | V | N | P | GF | GS | DR |
|  | ---- | ------------- | -- | - | - | - | - | -- | -- | -- |
|  | 1.   | Torremaggiore | 8  | 6 | 3 | 2 | 1 | 8  | 6  | +2 |
|  | 1.   | Terlizzi      | 8  | 6 | 3 | 2 | 1 | 6  | 6  | 0  |
|  | 3.   | Barletta      | 5  | 6 | 1 | 3 | 2 | 8  | 7  | +1 |
|  | 4.   | San Severo    | 3  | 6 | 1 | 1 | 4 | 4  | 11 | -7 |

Legenda:
      Ammesso alla finalissima.
Regolamento:
Due punti a vittoria, uno a pareggio, zero a sconfitta.
Pari merito in caso di pari punti se non in zona promozione/finali.

### Girone finale B
|  | Pos. | Squadra        | Pt       | G | V | N | P | GF | GS | DR |
|  | ---- | -------------- | -------- | - | - | - | - | -- | -- | -- |
|  | 1.   | Bari D         | 5        | 4 | 2 | 1 | 1 | 11 | 5  | +6 |
|  | 1.   | Di Crollalanza | 5        | 4 | 2 | 1 | 1 | 6  | 7  | -1 |
|  | 3.   | Brindisi       | 2        | 4 | 0 | 2 | 2 | 2  | 7  | -5 |
|  | --   | Bitonto        | ritirato |   |   |   |   |    |    |    |

Legenda:
      Ammesso alla finalissima.
Regolamento:
Due punti a vittoria, uno a pareggio, zero a sconfitta.
Pari merito in caso di pari punti se non in zona promozione/finali.

### Qualificazione alla finalissima
|        | Risultato |                | Luogo e data              |
| ------ | --------- | -------------- | ------------------------- |
| Bari D | 2 - 1     | Di Crollalanza | Triggiano, 29 aprile 1934 |
|        |           |                |                           |

Verdetti
- Bari D ammessa alla finalissima.

### Finalissima per il titolo
|               | Risultato |               | Luogo e data                  |  |
| ------------- | --------- | ------------- | ----------------------------- |  |
| Torremaggiore | 0 - 0     | Bari D        | Torremaggiore, 20 maggio 1934 |  |
| Bari D        | 3 - 0     | Torremaggiore | Bari, 27 maggio 1934          |  |
|               |           |               |                               |  |

Verdetti
- Bari D campione regionale pugliese di Terza Divisione 1933-1934.
- Torremaggiore è promosso in Seconda Divisione 1934-1935.

## Sicilia

### Girone A

#### Squadre partecipanti
| Squadra                            | Città                | Stadio | Stagione precedente |
| ---------------------------------- | -------------------- | ------ | ------------------- |
| U.S. Alcamo (B = riserve)          | Alcamo (TP)          |        |                     |
| Arenella                           | Palermo              |        |                     |
| Partinicese                        | Partinico (PA)       |        |                     |
| Pro Bagheria                       | Bagheria (PA)        |        |                     |
| Sant'Erasmo                        | Palermo              |        |                     |
| A.S. Termini Imerese (B = riserve) | Termini Imerese (PA) |        |                     |

#### Classifica finale
|  | Pos. | Squadra          | Pt | G  | V | N | P | GF | GS | DR |
|  | ---- | ---------------- | -- | -- | - | - | - | -- | -- | -- |
|  | 1.   | Alcamo B         | 16 | 10 | 7 | 2 | 1 |    |    |    |
|  | 2.   | Termini B        | 12 | 10 | 5 | 2 | 3 |    |    |    |
|  | 3.   | Sant'Erasmo      | 10 | 10 | 4 | 2 | 2 |    |    |    |
|  | 3.   | Arenella         | 10 | 10 | 3 | 4 | 3 |    |    |    |
|  | 5.   | Pro Bagheria     | 7  | 10 | 3 | 1 | 6 |    |    |    |
|  | 6.   | Partinicese (-2) | 3  | 10 | 2 | 1 | 7 |    |    |    |

Legenda:
      Ammesso alle finali.
Regolamento:
Due punti a vittoria, uno a pareggio, zero a sconfitta.
Pari merito in caso di pari punti se non in zona promozione/finali.
Note:
Partinicese ha scontato 2 punti di penalizzazione in classifica per due rinunce.

### Girone B

#### Squadre partecipanti
| Squadra                    | Città         | Stadio | Stagione precedente |
| -------------------------- | ------------- | ------ | ------------------- |
| Enna                       | Enna          |        |                     |
| Polisportiva Licata        | Licata (AG)   |        |                     |
| Littorio Agrigento         | Agrigento     |        |                     |
| U.S. Nissena (B = riserve) | Caltanissetta |        |                     |
| Riesina                    | Riesi (CL)    |        |                     |

#### Classifica finale
|  | Pos. | Squadra                 | Pt | G | V | N | P | GF | GS | DR  |
|  | ---- | ----------------------- | -- | - | - | - | - | -- | -- | --- |
|  | 1.   | Enna                    | 12 | 8 | 5 | 2 | 1 | 16 | 8  | +8  |
|  | 2.   | Riesina                 | 11 | 8 | 4 | 3 | 1 | 21 | 8  | +13 |
|  | 3.   | Nissena B               | 9  | 8 | 4 | 1 | 3 | 18 | 13 | +5  |
|  | 4.   | Licata                  | 5  | 8 | 1 | 3 | 4 | 10 | 23 | -13 |
|  | 5.   | Littorio Agrigento (-2) | 1  | 8 | 1 | 1 | 6 | 5  | 18 | -13 |

Legenda:
      Ammesso alle finali.
Regolamento:
Due punti a vittoria, uno a pareggio, zero a sconfitta.
Pari merito in caso di pari punti se non in zona promozione/finali.
Note:
Littorio Agrigento ha scontato 2 punti di penalizzazione in classifica per due rinunce.

### Finale
|          | Risultato |      | Luogo e data |
| -------- | --------- | ---- | ------------ |
| Alcamo B | 2 - 0     | Enna | ?, ? ? 1934  |
|          |           |      |              |

Verdetti
- L'Alcamo B è campione siciliano di Terza Divisione.

## Sardegna

### Girone Nord

#### Squadre partecipanti
| Squadra                     | Città                   | Stadio | Stagione precedente |
| --------------------------- | ----------------------- | ------ | ------------------- |
| S.S. Audax Calangianus      | Calangianus (SS)        |        |                     |
| S.S. Ilva                   | La Maddalena (SS)       |        |                     |
| U.S. Nuoro                  | Nuoro                   |        |                     |
| F.G.C. Terranova            | Terranova Pausania (SS) |        |                     |
| S.E.F. Torres (B = riserve) | Sassari                 |        |                     |

#### Classifica finale
|  | Pos. | Squadra         | Pt | G | V | N | P | GF | GS | DR  |
|  | ---- | --------------- | -- | - | - | - | - | -- | -- | --- |
|  | 1.   | Torres B        | 13 | 8 | 6 | 1 | 1 | 27 | 9  | +18 |
|  | 2.   | Ilvamaddalena   | 11 | 8 | 5 | 1 | 2 | 16 | 5  | +11 |
|  | 3.   | Nuoro           | 9  | 8 | 4 | 1 | 3 | 8  | 8  | 0   |
|  | 4.   | Terranova       | 5  | 8 | 2 | 1 | 5 | 12 | 28 | -16 |
|  | 5.   | AGF Calangianus | 2  | 8 | 1 | 0 | 7 | 9  | 22 | -13 |

Legenda:
      Ammesso alle finali.
Regolamento:
Due punti a vittoria, uno a pareggio, zero a sconfitta.
Pari merito in caso di pari punti se non in zona promozione/finali.

### Girone Sud

#### Squadre partecipanti
| Squadra                     | Città                       | Stadio | Stagione precedente |
| --------------------------- | --------------------------- | ------ | ------------------- |
| Avanguardia G.F.            | Cagliari                    |        |                     |
| C.S. Cagliari (B = riserve) | Cagliari                    |        |                     |
| G.S. Monteponi              | Iglesias (CA)               |        |                     |
| U.S. Mussolinia             | Mussolinia di Sardegna (CA) |        |                     |
| F.G.C. Oristano             | Oristano (CA)               |        |                     |
| S.C. Villacidrese           | Villacidro (CA)             |        |                     |

#### Classifica finale
|  | Pos. | Squadra              | Pt | G  | V | N | P | GF | GS |
|  | ---- | -------------------- | -- | -- | - | - | - | -- | -- |
|  | 1.   | Monteponi Iglesias   | 16 | 10 |   |   |   |    |    |
|  | 2.   | Avanguardia Cagliari | 13 | 10 |   |   |   |    |    |
|  | 3.   | Cagliari B (-2)      | 11 | 10 |   |   |   |    |    |
|  | 4.   | Villacidrese         | 9  | 10 |   |   |   |    |    |
|  | 5.   | Mussolinia           | 7  | 10 |   |   |   |    |    |
|  | 6.   | FGC Oristano         | 2  | 10 |   |   |   |    |    |

Legenda:
      Ammesso alle finali.
Regolamento:
Due punti a vittoria, uno a pareggio, zero a sconfitta.
Pari merito in caso di pari punti se non in zona promozione/finali.
Note:
Cagliari B ha scontato 2 punti di penalizzazione in classifica per due rinunce.

### Girone finale

#### Classifica finale
|  | Pos. | Squadra              | Pt | G | V | N | P | GF | GS | DR |
|  | ---- | -------------------- | -- | - | - | - | - | -- | -- | -- |
|  | 1.   | Monteponi Iglesias   | 8  | 4 |   |   |   |    |    |    |
|  | 2.   | Avanguardia Cagliari | 2  | 4 |   |   |   |    |    |    |
|  | 3.   | Ilvamaddalena (-1)   | 1  | 4 |   |   |   |    |    |    |

Legenda:
      Campione Sardo di Terza Divisione.
Regolamento:
Due punti a vittoria, uno a pareggio, zero a sconfitta.
Pari merito in caso di pari punti se non in zona promozione/finali.
Note:
Ilvamaddalena ha scontato 1 punto di penalizzazione in classifica per una rinuncia.

### Giornali
- Il Littoriale, anni 1933 e 1934, dal sito dell'Emeroteca del CONI.
- Gazzetta del Mezzogiorno, anni 1933 e 1934, consultabile on line.
- Il Biellese, anni 1933 e 1934, consultabile on line.
- La Provincia d'Aosta, anni 1933 e 1934, consultabile on line.
- Il Lavoro, di Genova, anni 1933 e 1934, consultabile online.
- Gazzetta di Venezia, anni 1933 e 1934 consultabile su Biblioteca nazionale centrale di Roma.
- Il Telegrafo, di Livorno, anni 1933 e 1934, consultabile online.
- Il Solco Fascista, di Reggio Emilia, anni 1933 e 1934, consultabile online.
- La Voce di Bergamo, anni 1933 e 1934, consultabile online.
- La Gazzetta del Lago, anni 1933 e 1934, consultabile online.
- L'Unione Sarda, di Cagliari, anni 1933 e 1934, consultabile online.

### Libri
- Nanni De Marco, Mario Varicelli ed Eugenio De Vincenzo, Storia centenaria della Veloce F.B.C. dal 1910 al 2010, COOP Tipograf..
- Salvatore Zappadu e Carlo Fontanelli, Kentannos. Storia dell'Olbia calcio dalle origini al terzo millennio, Empoli (FI), Geo Edizioni Srl, 2006,  p. 49.